# کاستلفوندو
کاستلفوندو (به ایتالیایی: Castelfondo) یک کومونه در ایتالیا است که در ترنتینو واقع شده‌است.

## خصوصیات
کاستلفوندو ۲۵٫۸ کیلومترمربع مساحت و ۶۳۳ نفر جمعیت دارد و ۹۴۸ متر بالاتر از سطح دریا واقع شده‌است.